# رالف اوانز (ورزشکار)
رالف اوانز (انگلیسی: Ralph Evans؛ زادهٔ ۲۰ دسامبر ۱۹۵۳) بوکسور اهل بریتانیا است.